# Serbiska arméns reträtt genom Albanien

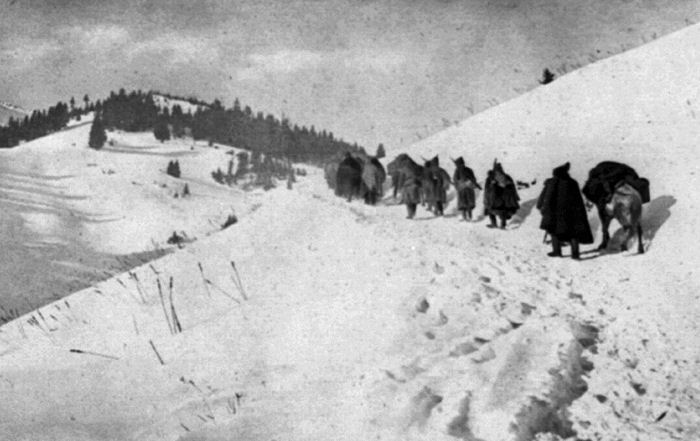
Serbiska soldater tågar genom Albaniens berg, sent 1915.

Serbiska arméns reträtt genom Albanien (händelsen kallas ibland för den albanska golgatavandringen) syftar på den serbiska arméns reträtt genom Albanien i slutet av 1915, i samband med första världskriget.
Under 1914 hade den serbiska armén lyckats slå tillbaka tre invasionsförsök från Österrike-Ungern, om än med betydande egna förluster. 7 oktober 1915 invaderades Serbien av en kombinerad styrka från Tyskland och Österrike-Ungern. 12 oktober 1915 förklarade Bulgarien krig mot Serbien. Eftersom de serbiska styrkorna nu var kraftigt underlägsna i antal och utrustning, berordade fältmarskalk Radomir Putnik 25 november 1915 reträtt söderut och västerut genom det allierade Montenegro och in i det neutrala Albanien.
Omkring 240 000 serbiska soldater miste livet på grund av kyla, svält och sjukdomar, samt i strid och av attacker från albanska grupper.

### Fotnoter
1. ↑  Tanner, Marcus, Albania's mountain queen: Edith Durham and the Balkans, London, 2014, sid. 205
2. ↑  Wood, Laura Matysek, Murphy, Justin D. & Tucker, Spencer C. (red.), The European Powers in the First World War: An Encyclopedia, Garland, New York, 1996, sid. 638
3. ↑  ”Blic Online - Danas 93. godišnjica od početka povlačenja preko Albanije”. Blic Online. http://www.blic.rs/Vesti/Drustvo/68336/Danas-93-godisnjica-od-pocetka-povlacenja-preko-Albanije. Läst 13 september 2015.